# Jiří Lála
Jiří Lála (Tábor, 21 agosto 1959) è un ex hockeista su ghiaccio cecoslovacco divenuto ceco in seguito alla rivoluzione di velluto;.

## Palmarès

### Club
- Campionato cecoslovacco: 1

Dukla Jihlava: 1981-1982
- Campionato svizzero: 1

Berna: 1991-1992

### Nazionale

#### Olimpiadi
- 1 medaglia:
  - 1 argento (Innsbruck 1976; Sarajevo 1984)

#### Mondiali
- 4 medaglie:
  - 1 oro (Cecoslovacchia 1985)
  - 2 argenti (Finlandia 1982; Germania Ovest 1983)
  - 1 bronzo (Svezia 1981)

#### Mondiali U-20
- 2 medaglie:
  - 1 argento (1979)
  - 1 bronzo (1977)

#### Europei U-18
- 1 medaglia:
  - 1 argento (1977)